# 毛利千代子の音楽のアルバム
毛利千代子の音楽のアルバム（もうりちよこのおんがくのアルバム）は、朝日放送ラジオ（ABCラジオ）にて2004年4月3日から9月26日まで毎週日曜日5:00 - 5:50に放送されていたラジオ番組。

## 概要
プロ野球シーズンオフ期間中（ナイターオフ）、日曜日の夕方に『日曜なつメロ大行進』を担当している毛利千代子が、プロ野球シーズン期間中はこの日曜日早朝の時間帯を担当。『日曜なつメロ大行進』同様、懐かしい音楽や毛利の温かいお喋りで送った。

## 出演
- 毛利千代子

## 関連番組
- 日曜なつメロ大行進
- 毛利千代子のちょっとおでかけ日曜日

| ABCラジオ 日曜午前5時台   | ABCラジオ 日曜午前5時台    | ABCラジオ 日曜午前5時台    |
| 前番組                    | 番組名                     | 次番組                     |
| ------------------------- | -------------------------- | -------------------------- |
| サンデーエコー 倉森ひとみ | 毛利千代子の音楽のアルバム | 高野直子のほっこりサンデー |

| スタブアイコン | サブスタブ | この項目は、まだ閲覧者の調べものの参照としては役立たない、ラジオ番組に関連した書きかけの項目です。この項目を加筆・訂正などしてくださる協力者を求めています（P:ラジオ/PJ:放送番組）。 |